# GRAS Sarajevo
JKP GRAS Sarajevo ( Javno komunalno preduzeće - Gradski saobraćaj Sarajevo ) je komunalna transportna tvrtka sa sjedištem u Sarajevu. Javni prijevoz obavlja se u obliku tramvajskog, autobusnog, trolejbuskog i minibuskog prometa u gradu Sarajevu i prigradskim naseljima. Osim toga, GRAS također obavlja kosi promet dizalom na Ciglaneu. Do 1992. godine GRAS je upravljao i javnim prijevozom na području današnjeg Istočnog Sarajeva, koji je potom prekinut i nakon završetka rata u BiH nije nastavljen. Osim javnog prijevoza, GRAS pruža i usluge tehničkog pregleda te ima vlastitu putničku agenciju i autoškolu .

## Povijest i razvoj

### Austrougarsko vrijeme
Dolaskom Austro-Ugarske na vlast u Bosni i Hercegovini počela su se brzo ulagati u infrastrukturu Bosne i Hercegovine i u javni prijevoz u glavnom gradu Bosne i Hercegovine.
28. kolovoza 1884. započela je izgradnja takozvanog "konjskog tramvaja". Prvi tramvaj u Srednjoj Europi nije prometovao u Sarajevu, ali grad je bio među pionirima tramvajskih mreža s kraja 19. stoljeća. Prvi kočijaš bio je Johan Hanke, a širina staze bila je 760 mm.
Deset godina kasnije, 1895. godine, pušten je u pogon električni tramvaj koji je do tada već pušten u rad u nekoliko drugih europskih gradova, pa su ga austrougarske vlasti uvele u Sarajevo. Za taj potez gradsko vijeće u Sarajevu naložilo je izgradnju male termoelektrane u ulici Hiseta, koja je trebala opskrbljivati električnom energijom uličnu rasvjetu i tramvaj. 1. svibnja 1895. pušten je u rad prvi električni tramvaj od željezničke stanice (preko puta današnjeg hotela Bristol ) do Latinskog mosta .

### Vrijeme SFRJ
Za vrijeme Socijalističke Federativne Republike Jugoslavije (SFRJ) GRAS je počeo djelovati kao tvrtka, a u javni prijevoz glavnog grada tadašnje Socijalističke Republike Bosne i Hercegovine uvedene su razne novine.
1948. godine na području Sarajeva uveden je autobusni promet. Pet godina kasnije spojena su tvrtka "Autoprevoz" i "električni tramvaj" u gradskom prometu "GSP".
Zbog sve većeg opterećenja tramvaja nastala je ideja o takozvanom "zglobnom tramvaju", tramvajima vlastite konstrukcije i proizvodnje u vlastitom skladištu. Prvi zglobni tramvaj 1963. godine napravljen je od dva otpadna "solo" tramvaja, koji su prije toga imali nesreću, a svečano je pušten u promet na Dan Republike 1964. godine.
Krajem pedesetih i šezdesetih godina prošlog stoljeća GSP je proširio svoje aktivnosti na još tri područja, kada su 1958. i 1959. godine žičare Trebević i Jahorina pripojene GSP-u, a 1968. godine formirane su taksi službe i GSP "GSP Express". -Ovaj turistička zajednica 1969. godine.
Uoči početka Zimskih olimpijskih igara 1984. godine uveden je novi tip gradskog prometa: Trolejbus. Do početka rata u Bosni i Hercegovini postojalo je sedam trolejbuskih linija sa 65-70 trolejbusa, ovisno o zoni.
1990. godine koso dizalo na Ciglanama počelo je s radom.
Pored uvođenja različitih novih vidova prijevoza, poboljšana je i prometna infrastruktura javnog prijevoza u Sarajevu. 1960. godine puštena je u promet pruga Ilidža-Sarajevo, a pušten je u rad i tramvaj PCC (Washington). Tri godine kasnije, 1963. godine, izgrađena je okretnica u Nedžarićima. Uz to, te su godine u probni rad puštena dva CKD tramvaja, a u tramvaje je instalirana i UKT Radio veza. 11 godina kasnije, 1974. godine, uveden je novi sustav naplate, samoplaćanje. Tri godine kasnije, 1977. godine, uveden je novi sustav naplate, poluautomatski sustav naplate.

### Ratno vrijeme u Bosni i Hercegovini
Tijekom rata u Bosni i Hercegovini od 1992. do 1995. i opsade Sarajeva, većina GRAS-ove prometne infrastrukture potpuno je uništena, što je značajno usporilo razvoj GRAS-a.
Tramvajski promet bio je normalan do 14. aprila 1992. godine, kada je s položaja Vojske Republike Srpske počelo granatiranje objekata i vozila GRAS-a. Nekoliko dana kasnije, 2. svibnja 1992. godine, zaustavljen je tramvajski promet. Nakon više od 600 dana, 14. ožujka 1993. godine, ponovno je uspostavljen tramvajski promet, a 27. studenog 1994. godine ponovno je započeo s radom ključni objekt za upravljanje prometom - Otprema centar u Čengić Vili.
Autobusni promet odvijao se tijekom cijelog rata i za to se vrijeme sve više prilagođavao tim uvjetima. Tako je prvih dana svibnja 1992. godine vozio samo jedan autobus, dok je 7. svibnja ponovo prometovala linija Alipašino Polje - Katedrala s još 6 autobusa. Tijekom rata u Bosni i Hercegovini broj linija i autobusa u pogonu je rastao, a 1994. godine bilo je u funkciji osam linija s deset autobusa, a odmah po završetku opsade Sarajeva broj linija popeo se na 32 sa 63 autobusa. Tijekom rata u Bosni i Hercegovini, međutim, pored povećanja linija, šteta je postala veća: uništen je velik broj autobusa, pogođeni autobusni objekti i hale, ali i šteta na autobusnim garažama, trgovinama rezervnim dijelovima i potpuno uništeni GRAS- ova pumpa za gorivo.
Trolejbusi su također pretrpjeli ogromnu štetu ratnim razaranjima nad GRAS-om. Već u ožujku 1992. trolejbusi GRAS izvučeni su na barikade, a trolejbuski promet 6. travnja u potpunosti obustavljen. Tri godine kasnije, u svibnju 1995., modificirana zračna bomba pogodila je najvrjedniji dio skladišta - održavanje trolejbusa. Uništene su sve radionice za regeneraciju i novu proizvodnju dijelova sa svom opremom i dijelovima koji su bili pohranjeni u tim radionicama. Šteta na vozilima procijenjena je na devet milijuna, a na opremi milijun maraka. Za 110. rođendan GRAS-a, 27. studenog 1995. godine, izvedena je probna vožnja na relaciji <a href="./Otoka" rel="mw:WikiLink" data-linkid="undefined" data-cx="{&amp;quot;userAdded&amp;quot;:true,&amp;quot;adapted&amp;quot;:true}">Otoka</a> - Mojmilo .

### Nakon završetka rata u Bosni i Hercegovini
Nakon završetka rata u Bosni i Hercegovini 1995. godine, u GRAS-u je započela poslijeratna obnova, čemu su pridonijele i donacije različitih zemalja. Prvi te vrste bio je 1998. godine, kada je vlada Japana donirala GRAS-u 50 autobusa, 15 minibuseva, 10 zglobnih autobusa i pet minibusa namijenjenih prijevozu invalida, kao i opremu, alate i rezervne dijelove u vrijednosti od 12,5 milijuna dolara.
U studenom 2015. godine započelo je eksperimentalno elektroničko plaćanje u autobusima na relaciji Dobrinja - Vijećnica, dok je redovni sustav elektroničkog plaćanja planiran za 2017. godinu.

## Linijska mreža

### Tramvaji
Tramvajska mreža sastoji se od šest linija s 27 stanica. Glavna linija traje za 5-10 minuta od 5:00 do 23:30, subotom u vremenu od 7-10 minuta od 5:15 do 00:10, a nedjeljom za 10 minuta od 5:45 do 00:10. Ostale linije služe samo kao dodatak postojećoj liniji. Te linije prometuju od 6:00 ujutro i od 17:30 do 22:30 vraćaju se u skladište.

### Trolejbusi
Trolejbuska mreža sastoji se od 30 postaja s ukupno šest linija, koje rade radnim danom i subotom po 15-minutnom satu od 6:00 do 22:40, a nedjeljom po 25-minutnom od 6:40 do 22 : 30. Prije rata, trolejbuske linije bile 105 i 106 su također u funkciji, međutim tijekom rata su potpuno uništene i danas nisu u funkciji.

### Autobusi
GRAS ima vlastiti vozni park autobusa različitih vrsta. Uz GRAS, autobusni javni prijevoz pruža i Centrotrans na GRAS-ovoj autobusnoj mreži. Mreža autobusnih prijevoza sastoji se od ukupno 42 stalne linije, od kojih je 31 gradska, dok su ostale linije prigradske i međuentitetske linije, dok su dvije linije sezonske.

### Minibusi
GRAS ima vlastiti vozni park minibuseva koji se koriste na ukupno 41 liniji i nekoliko linija sezonskog tipa. Minibus linije se često mijenjaju, jer ovise o potrebama Grada Sarajeva.

### Nagnuto dizalo
GRAS također vrši prevoz kosim dizalom, koje se nalazi u sarajevskom naselju Ciglane. Izgradnja ovog kosog dizala započela je 1987. godine, a 1990. svečano je puštena u upotrebu.

### Žičara
Do početka rata u Bosni i Hercegovini 1992. godine, GRAS je prevozio i žičarom, koja je, međutim, tijekom rata bila potpuno uništena. Sarajevska žičara povezala je povijesni dio Sarajeva s turističkom zonom na Trebeviću. Žičara Trebević započela je s radom 3. svibnja 1958. godine, ukupne duljine pruge 2064,25 metara.
6. aprila 2018. obnovljena sarajevska žičara kojom sada upravlja javna tvrtka Sarajevo d.o.o

## Financije
Osim prodaje karata i drugih vrsta prihoda, GRAS se također financira iz subvencija Kantona Sarajevo, koje se neprestano povećavaju. Tako npr. Kanton Sarajevo je 2000. godine subvencionirao GRAS s 8,239 milijuna KM, dok je 2010. taj iznos iznosio 12,068 milijuna KM. 1999. je do sada bila jedina godina u kojoj je GRAS imao jedan pozitivan poslovni rezultat s dobiti od 217.537 tisuća KM.

### Poslovni rezultati
| Godina | Dolazak            | Subvencije         | Rezultat            |
| ------ | ------------------ | ------------------ | ------------------- |
| 2000   | 50,676 milijuna KM | 8,239 milijuna KM  | -2,886 milijuna KM  |
| 2001.  | 49,924 milijuna KM | 8,222 milijuna KM  | -2,591 milijuna KM  |
| 2002   | 49,948 milijuna KM | 8,183 milijuna KM  | -3,992 milijuna KM  |
| 2003   | 50,344 miljuna KM  | 8,639 milijuna KM  | -6,37 milijuna KM   |
| 2004   | 49,647 milijuna KM | 10.086 milijuna KM | -7,747 milijuna KM  |
| 2005.  | 53.770 milijuna KM | 12,825 milijuna KM | -7,163 milijuna KM  |
| 2006   | 55,143 milijuna KM | 18.350 milijuna KM | -4,844 milijuna KM  |
| 2007   | 53,559 milijuna KM | 15.036 milijuna KM | -6,972 milijuna KM  |
| 2008   | 54,7 miljuna KM    | 15.036 milijuna KM | -16,866 miljuna KM  |
| 2009   | 46,359 milijuna KM | 10.275 milijuna KM | -22,101 miljun KM   |
| 2010   | 50.018 miljuna KM  | 12,068 miljuna KM  | -21,738 milijuna KM |
| 2011.  | 47,746 milijuna KM | 16.608 milijuna KM | -19,657 miljuna KM  |

## Vanjske poveznice
- Službena web stranica GRAS-a
- web stranica Ministarstva saobraćaja Kantona Sarajevo Službena web stranica Ministarstva saobraćaja Kantona Sarajevo[neaktivna poveznica]